# Spirodela wielokorzeniowa
Spirodela wielokorzeniowa (Spirodela polyrhiza (L.) Schleid. 1753) – gatunek rośliny z rodziny obrazkowatych (Araceae). Występuje na wszystkich kontynentach (z wyjątkiem Antarktydy), w Polsce dość powszechnie w śródlądowych zbiornikach wodnych na niżu.

## Morfologia

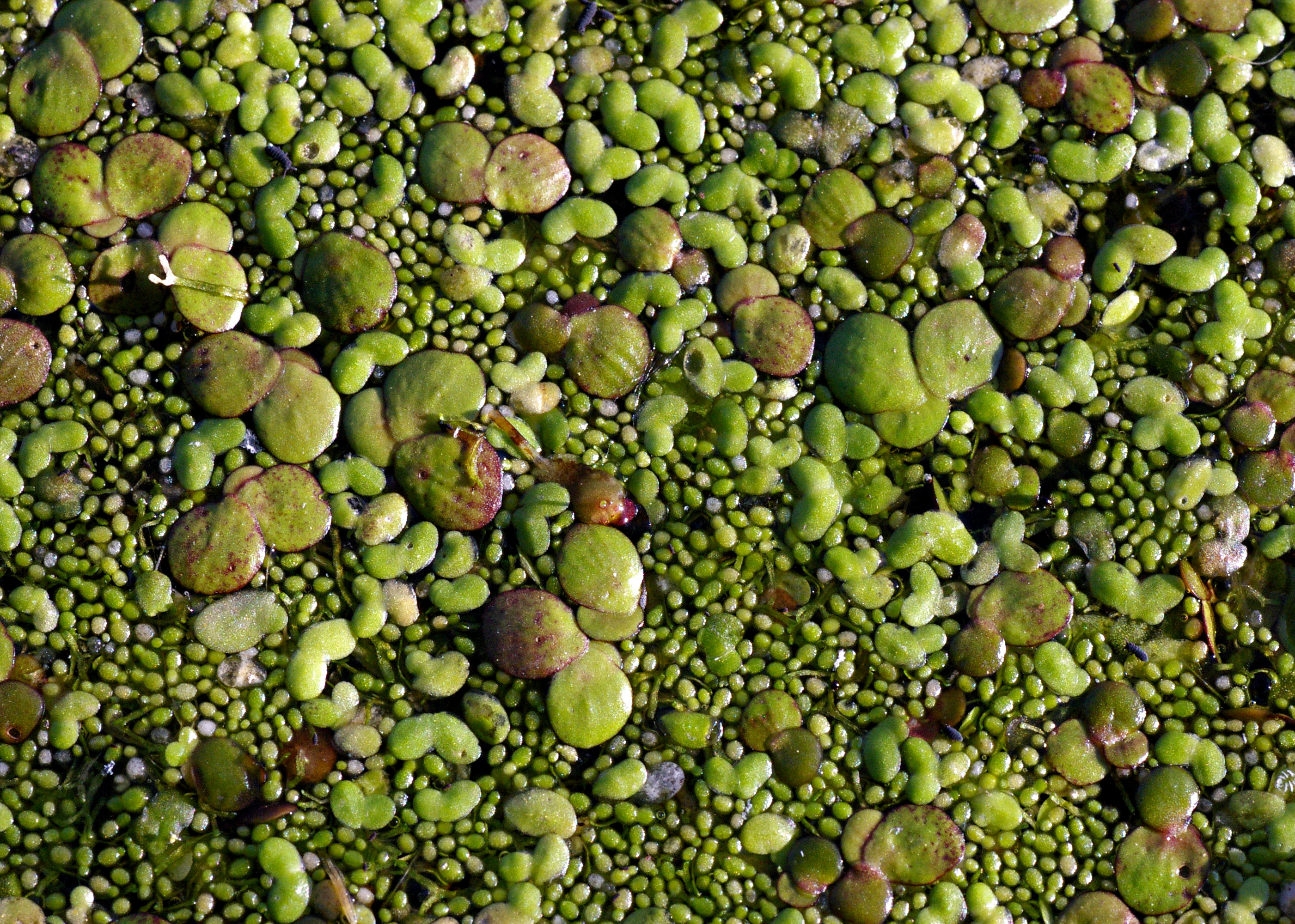
Zbiorowisko spirodeli, wolfii bezkorzeniowej oraz rzęsy drobnej

Pędy okrągłe o średnicy ok. 10 mm, rozetkowo osadzone, z kępką korzeni u spodu wyrastających z centralnej części pędu.

## Biologia i ekologia
Hydrofit, występujący przeważnie w stojących wodach przybrzeżnych. Gatunek charakterystyczny dla klasy Lemnetea minoris oraz zespołu Spirodeletum polyrhizae.